# 47219 Heatherkoehler
47219 Heatherkoehler è un asteroide della fascia principale. Scoperto nel 1999, presenta un'orbita caratterizzata da un semiasse maggiore pari a 2,5417731 au e da un'eccentricità di 0,0736527, inclinata di 13,86012° rispetto all'eclittica.